# Sikorsky UH-19
O Sikorsky H-19 Chickasaw. possui a distinção de ter sido o primeiro verdadeiro helicóptero de uso militar, desempenhando um papel importante na formulação inicial da doutrina do exército Americano (US Army), para a mobilidade e emprego do heli-transporte no campo de batalha.
A sua principal característica é a colocação do motor no nariz do aparelho, obrigando a colocar a cabine no centro de gravidade o que permitia uma considerável variação na carga transportada, sem afectar a estabilidade do voo. Especial atenção foi também dada à questão da manutenção. Todo o aparelho podia ser desmontado em 12 a 15 horas. O motor podia ser trocado em 2 horas, mesmo sem equipamento especializado. As inspecções diárias eram feitas em 15 a 20 minutos.

## Desenvolvimento
Desenvolvido nos finais dos anos 40 do século XX, voou pela primeira vez em Novembrom de 1949. Foram construídos 5 protótipos YH-19, para testes e avaliação. E em 1951 a Força Aérea Americana
(USAF) encomendou 50 unidades do modelo H-19A, com motor R-1340-57 de 550cv, o mesmo dos protótipos. Já no final de 1951 foi colocada uma encomenda, para 270 novos unidades, com motor R-1300-3 de 700cv, versão H-19B, alguns dos quais foram equipados com um guincho lateral de salvamento e designados de SH-19.
A Marinha Americana (US Navy) fez a sua primeira encomenda em 28 de abril de 1950 para 10 unidades HO4S-1 (iguais aos H-19A), logo seguida de outra de 61 unidades HO4S-3 (similares aos H-19B). A Guarda Costeira (US Coast Guard) utilizou a versão HO4S-3G. As versões de transporte de tropas e assalto, para os Fuzileiros Americanos (US marine Corps) foram designadas HRS-1 e HRS-2 idênticas à versão HO4S-1, foram encomendadas 151 unidades e entregues a partir de Abril de 1952. O Exército Americano (US Army) no final de 1951 encomendou 72 H-19C (51-14242 a 51-14313) e 301 em 1952 H-19D, destes muitos foram transferidos para países amigos ao abrigo de vários programas de assistência militar.
Foi fabricado sob licença pela Westland como Westland Whirlwind num total aproximado de 500 unidades em várias versões, dos quais 100 unidades foram exportados para a Áustria, Brasil, Canadá, Cuba, França, Gana, Jordânia, Irão, Kuwait, Espanha, Arabia Saudita e antiga Jugoslávia. Foi ainda construído pela SNCASE em França e pela Mitsubishi no Japão que em 1958 obteve licença para construção do modelo S-55C (H-19/HO4S).

## Emprego Operacional
Foi com o 3rd Air Rescue Group que o H-19 se iniciou na Guerra da Coreia, nas missões de transporte táctico, reabastecimento da linha da frente e sobretudo na evacuação médica. Também a França usou o H-19 na Argélia, no transporte e como heli-canhão embora com pouco sucesso, apesar das inúmeras combinações de armamento usadas. Na Indochina foi usado em pequenos números na missão de evacuação médica.
Nos primeiros anos da Guerra do Vietnam foi também utilizado até ser suplantado pelo Sikorsky H-34 Choctaw

## Emprego em Portugal
Em 1952 Portugal recebeu um Sikorsky UH-19A, através do MAD, o 51-7139. Foi matriculado com o número de cauda 9101 e foi colocado na Esquadra de Busca e Salvamento na Base Aérea nº 4, nas Lajes (na Ilha Terceira, nos Açores). Foi-lhe atribuído as missões de transporte de doentes entre ilhas e a recolha de náufragos perto da costa.
Após a chegada aos Açores, o 9101 foi montado e sofreu um acidente… ficou inoperativo, ainda antes do seu primeiro voo! Foi enviado para as OGMA a fim de ser reparado. Regressou à BA4 em Março de 1955, a bordo do porta-aviões USS "Tripoli que se dirigia para Mobile, nos Estados Unidos, após ter embarcado vinte e quatro caças F-86 Sabre, em Belfast, na Irlanda do Norte. O capitão Peixoto Rodrigues, piloto e o sargento Amorim, mecânico acompanharam o 9101 nesta viagem a bordo do USS Tripoli e iriam descolar a partir dele quando estivessem próximo da Ilha Terceira, aterrando na Base das Lajes. Subitamente o marinheiro americano Robert Lee Gump adoeceu subitamente com apendicite. O capitão Peixoto Rodrigues ofereceu voluntariamente os seus préstimos ao comandante do navio, o capt. James A. Thomas, para fazer a evacuação do marinheiro  doente para terra. Assim, na manhã do dia seguinte, a 10 de março de 1955, o 9101 descolou do convés do USS Tripoli para aquele que seria o seu voo de regresso às Lajes e, simultaneamente, o seu voo de estreia como aeronave de evacuações médicas.
No início de 1959, foi transferido para a Base Aérea nº 6 no Montijo, onde o UH-19A passou a ter a missão de helicóptero de transporte. A 4 de outubro de 1959 participou no dia da inauguração da Base Aérea Nº 5 em Monte Real, onde sofreu um acidente do qual  acabou por nunca ser reparado e foi definitivamente abatido ao efectivo da Força Aérea, em 1962.

## Emprego no Brasil

Um H-19 em apresentação na Semana da Asa no Rio de Janeiro, ao fundo aviões North-American T-6. Imagem do Arquivo Nacional.

A Marinha do Brasil operou um total de 11 aeronaves baseadas no modelo Westland S55. Inicialmente vieram a bordo do NAeL Minas Gerais (A-11) três helicópteros da versão Srs. 1. Posteriormente outros dois Westland S55 foram adquiridos no Canadá, e um Sikorsky S55C requisitado da Chesf, o único S55 da Marinha produzido pela Sikorsky e logo perdido em um acidente.
Do lote inicial, duas dessas aeronaves foram atualizadas para o padrão Srs. 3 e outros cinco helicópteros Westland S55 Srs. 3 novos foram adquiridos em 1966. As aeronaves remanescentes permaneceram em serviço até 1982.

## Versões
- S-55   Versão civil inicial com motor Pratt & Whitney R-1340
- S-55A  Versão com motor Wright R-1300-3
- S-55C  Igual ao S-55, mas coma deriva da cauda inclinada
- H-19A  Versão com motor Pratt & Whitney R-1340-57 para a USAF
- H-19B  Versão com motor Wright R-1300-3 para a (USAF) rotor aumentado com diâmetro de 16,16 m
- H-19C  Versão igual ao H-19A para o exercito (US Army)
- H-19D  Versão igual ao H-19B para o exercito (US Army)
- HO4S-1 e -2  Versão com motor  Pratt & Whitney R-1340, igual ao H-19A para a Marinha (US Navy) com capacidade anti-submarina
- HO4S-2G  Versão com motor  Pratt & Whitney R-1340, igual ao H-19A para a Guarda Costeira (US Coast Guard)
- HO4S-3  Versão com motor Wright R-1300 igual ao H-19B para a Marinha (US Navy) com capacidade anti-submarina
- HRS-1 e -2  Versão com motor Pratt & Whitney R-1340 engine, igual ao H-19A para os Fuzileiros (US Marine Corps)
- HRS-3  Versão com motor Wright R-1300 igual ao H-19B para os Fuzileiros (US Marine Corps)

## Galeria

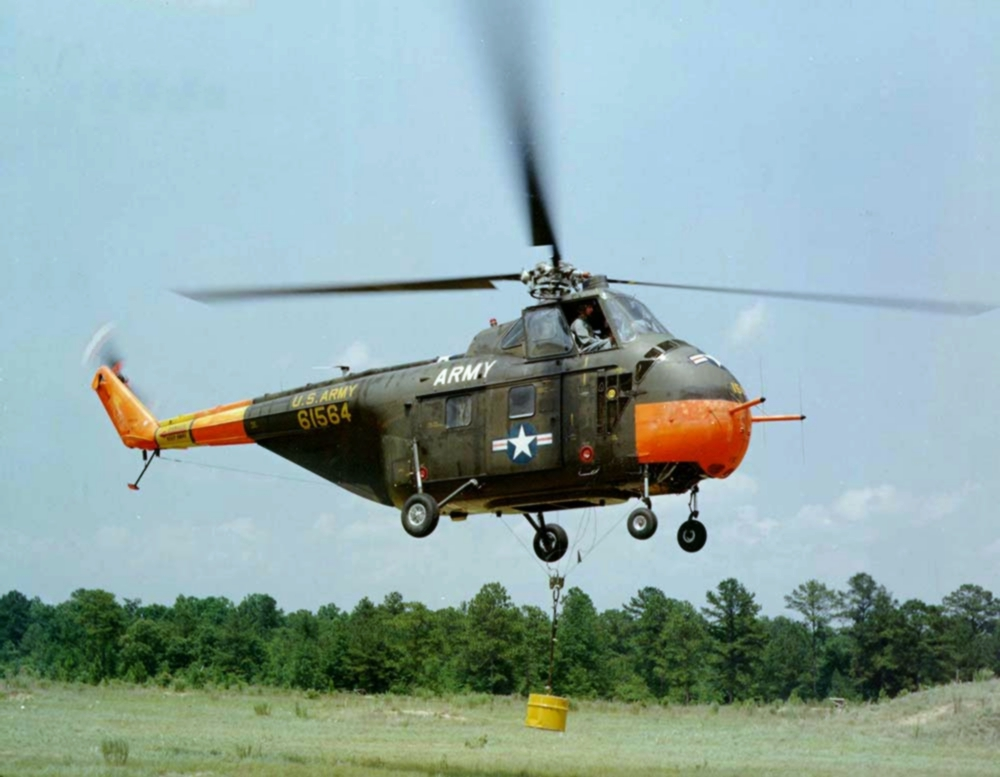
UH-19D do Exército dos Estados Unidos.
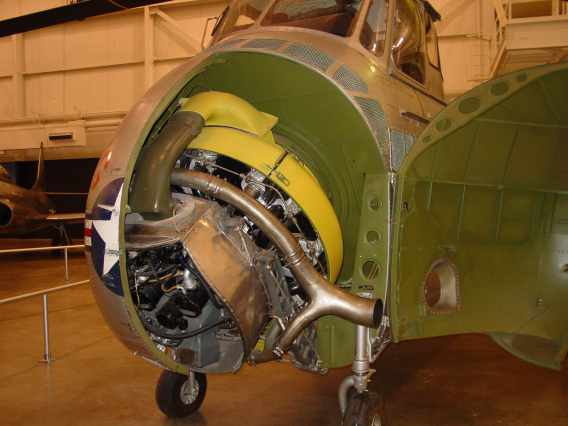
H-19 exposto no Museu da Força Aérea Americana, mostrando a montagem incomum de seu motor.
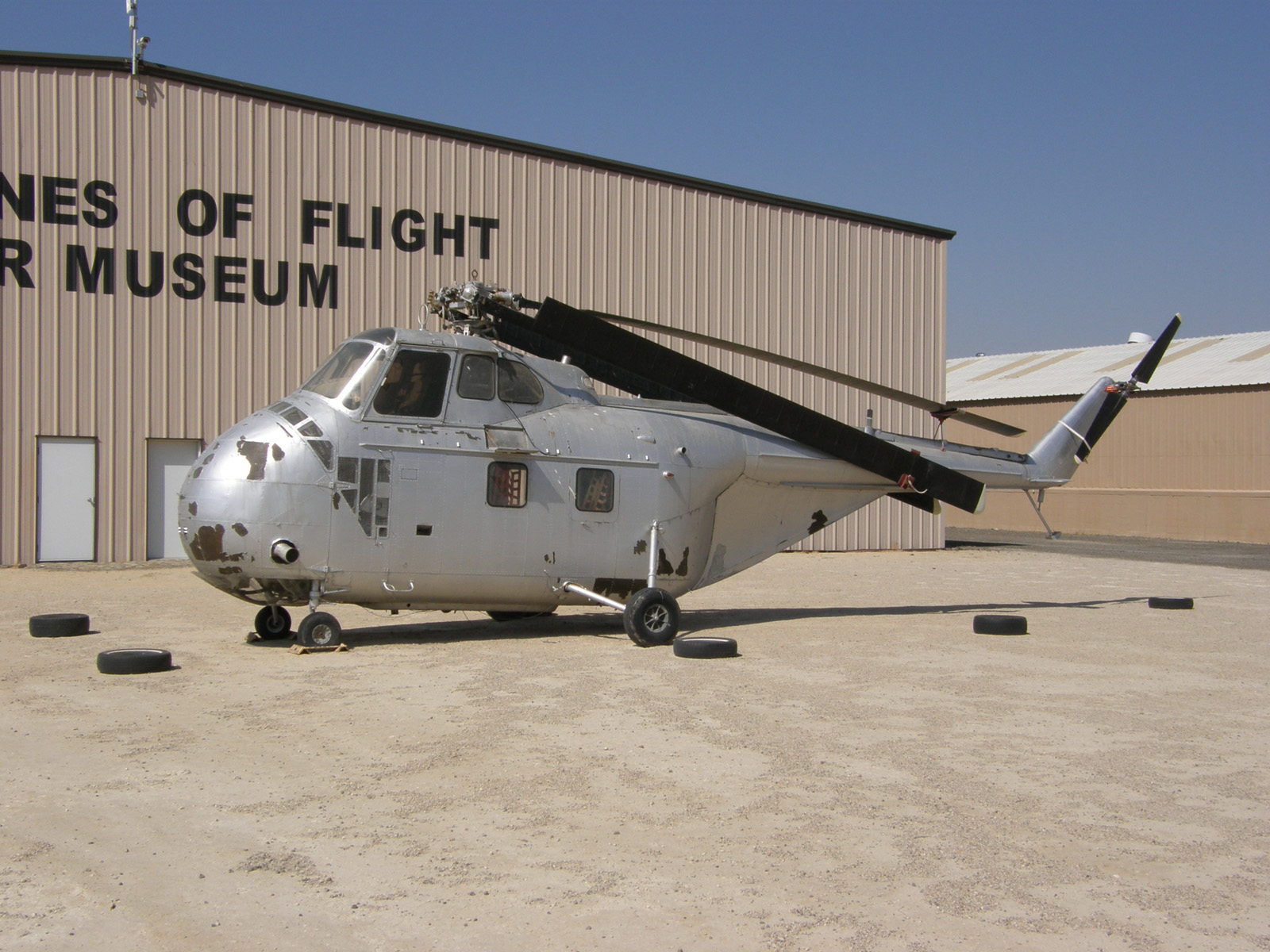
UH-19B no Milestones of Flight Museum, na Califórnia.
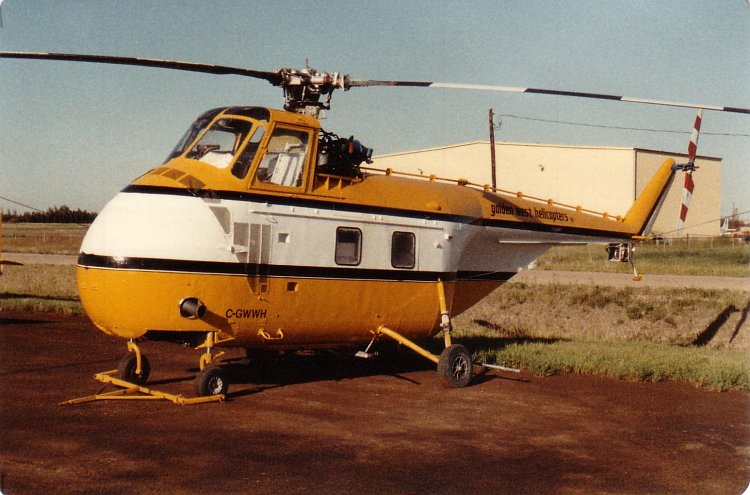
Um S-55 da Golden West Helicopters.
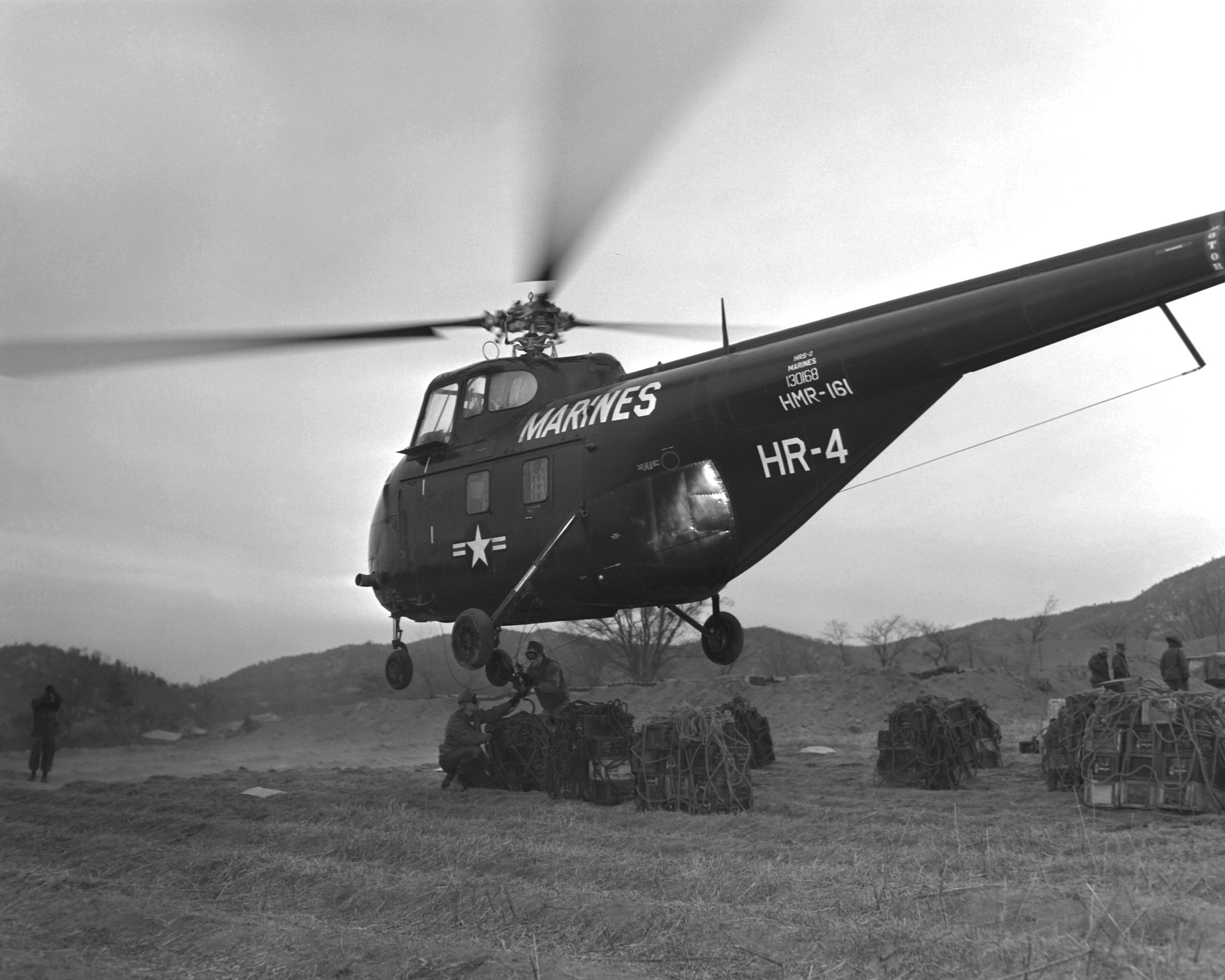
Um HRS-2 USMC na Coreia.
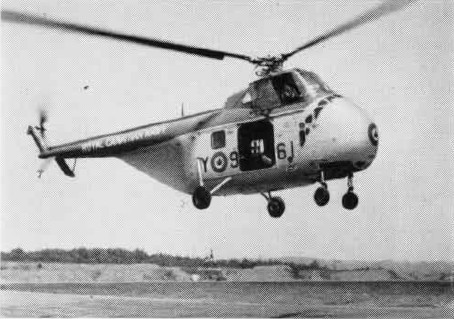
Um HO4S do  Marinha Real Canadense.